# 100BaseVG
IEEE 802.12 또는 100BaseVG는 카테고리 3 UTP 선로에서 작동하도록 규정한 100Mbit/s 이더넷 표준이다.(VG는 voice grade의 약자) 이더넷과 토큰링 프레임 형태에서 수행하도록 정의되었기 때문에 100VG-AnyLAN라고도 불린다.
100BaseVG는 휴렛 패커드가 제안하였으며, 국제 표준 기구(ISO)가 1995년에 비준하였고, 1998년에 실질적으로 소멸되었다.